# کارت پرستو

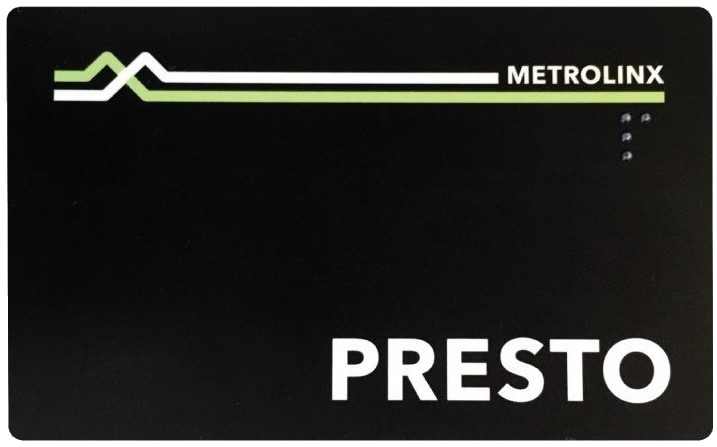
نمایی از نسخهٔ چهارم کارت پِرِستُو در کانادا - ۲۰۱۷

کارت پِرِستُو (انگلیسی: Presto card) یک‌سیستم دریافت خودکار کرایه یا کارت هوشمند بدون تماس است که در سیستم‌های حمل‌ونقل عمومی شرکت‌کننده در استان انتاریو، کانادا، به‌ویژه در کلان‌شهر تورنتو و اتاوا استفاده می‌شود.